# Szilidár
A szilidár törökül: silahtar oszmán-török könnyűlovas volt a régi oszmán hadseregben. Az udvari lovasság egy részét is képezte. A 19. század előtti török hadsereg kis létszámú irreguláris egységei közé tartoztak (a legtöbben az aszabok és az akindzsik voltak). Általában a sereg első vonalában meneteltek. Bár zsoldosnak minősültek, de kevés katonai képesítéssel bírtak. Az akindzsikkel és a tatárokkal együtt rabolták azokat a területeket, ahol a sereg áthaladt. Az összes török lovassal együtt ők is részt vettek a csatákat eldöntő rohamokban a szpáhik segédjeiként.